# Atletismo nos Jogos Pan-Americanos de 1975 - Salto triplo masculino
A prova do salto triplo masculino nos Jogos Pan-Americanos de 1975 foi realizada na Cidade do México, México.

## Medalhistas
| Ouro                               | Prata                           | Bronze                        |
| João Carlos de Oliveira BRA Brasil | Tommy Haynes USA Estados Unidos | Milan Tiff USA Estados Unidos |

## Resultados
| Posição           | Nome                    | Nacionalidade      | Marca | Notas |
| ----------------- | ----------------------- | ------------------ | ----- | ----- |
| Medalha de ouro   | João Carlos de Oliveira | BRA Brasil         | 17.89 |       |
| Medalha de prata  | Tommy Haynes            | USA Estados Unidos | 17.20 |       |
| Medalha de bronze | Milan Tiff              | USA Estados Unidos | 16.98 |       |
| 4                 | Nelson Prudêncio        | BRA Brasil         | 16.85 |       |
| 5                 | Gustavo Platt           | CUB Cuba           | 16.62 |       |
| 6                 | Armando Herrera         | CUB Cuba           | 16.35 |       |
| 7                 | Emilio Mazzeo           | ARG Argentina      | 15.85 |       |
| 8                 | Dave Watt               | CAN Canadá         | 15.52 |       |